# هجمات كينيا في يوليو 2014
هجمات كينيا في يوليو 2014 في ليلة 5-6 يوليو تموز 2014، هاجم رجال مدججون بالسلاح قريتي هندي في مقاطعة لامو وغامبا في مقاطعة تانا ريفر الكينية، وقُتل في الهجمات ما لا يقل عن 29 شخصًا.

## الهجمات
حوالي الساعة 11 مساءً بالتوقيت المحلي في 5 يوليو 2014، أطلق حوالي 12 رجلاً النار في مركز تجاري في مقاطعة لامو الهنديةكما أحرق المهاجمون أيضًا مباني حكومية وكنيسةواستهدفوا الرجال، وربطوا ضحاياهم قبل إطلاق النار عليهم في الرأس أو ذبحهم بسكين. قال المهاجمون إن الهجوم كان انتقامًا لسرقة الأراضي الإسلامية، ووفقًا لوزارة الداخلية، قُتل تسعة أشخاص في الهجوم، كان معظم الضحايا من عرقية الكيكويو.
وقع هجوم منفصل في غامبا بمقاطعة تانا ريفر في نفس الوقت تقريبًا، واقتحم عشرات المسلحين مركزًا للشرطة وحاولوا تحرير مشتبه بهم محتجزين على صلة بحركة الشباب، وتبنوا الهجمات منتصف يونيو، بعد ما وصفته نائبة قائد الشرطة، غريس كيندي، بـتبادل إطلاق نار عنيف، لم يتضح عدد السجناء الفارين إن وُجدوا، وقُتل عشرون شخصًا في الهجوم.

## الجناة
أعلنت حركة الشباب المتشددة مسؤوليتها عن الهجوم على لسان المتحدث باسمها، الشيخ عبد العزيز أبو مصعب، وكانت الحركة تتخذ من الصومال مقرًا لها في الأصل، لكنها توسعت لتتحول إلى قوة إقليمية في السنوات الأخيرة، حيث أصبحت كينيا الهدف الأكثر شيوعًا خارج الصومال، تمتلك الحركة آلة دعاية متطورة تتضمن مواقع إلكترونية وبثًا إذاعيًا باللغة السواحيلية. أرسلت كينيا قوات إلى الصومال ضمن قوة الاتحاد الأفريقي لمحاربة حركة الشباب، في عملية تُعرف باسم عملية ليندا نشي.
ادعى نائب الرئيس الكيني، ويليام روتو، أن الهجوم من تدبير خصوم سياسيين، وقال نريد أن نؤكد لأصدقائنا أنهم لا يستطيعون ابتزازنا باستخدام عناصر إجرامية في بلدنا، وأضاف أنتم تريدون جعل البلاد غير قابلة للحكم للوصول إلى السلطة من الباب الخلفي، وهذا لن يحدث في كينيا، وقال كايندي إن السبورة التي وُضعت في موقع الهجوم قد تشير إلى أن حركة جمهورية مومباسا الانفصالية (MRC) هي المسؤولة، لكن نفت حركة جمهورية مومباسا أي دور لها في الهجوم، قائلةً إن الحكومة تستخدمها كبش فداء، والتوتر السياسي في كينيا مرتفع، وقد استغل زعيم المعارضة رايلا أودينغا الهجمات الأخيرة كفرصة لانتقاد الحكومة.
قال خبراء أمنيون مستقلون إنه لم يتضح بعد هوية منفذي هجمات 5 يوليو 2014، وكذلك الهجمات التي سبقتها في منتصف يونيو، وأياً كانت الأسباب، فقد ألحق العنف ضرراً بالغاً بقطاع السياحة الكيني الذي يعتمد عليه اعتماداً كبيراً.